# Maurice Germot
Marie Claude Maurice Germot (Vichy, 15 november 1882 – aldaar, 6 augustus 1958) was een Frans tennisspeler. Germot behaalde zijn grootste succes met winnen van het herendubbel in het indoortoernooi tijdens de Olympische Zomerspelen 1912. Op Wimbledon was zijn beste resultaat de kwartfinale in 1914. Op de World Covered Court Championships verloor hij in 1913 de finale van de Nieuw-Zeelander Anthony Wilding.